# Vinh
Vinh – miasto portowe w północnym Wietnamie, w pobliżu ujścia rzeki Cả (wiet. Sông Cả) do Zatoki Tonkińskiej, ośrodek administracyjny prowincji Nghệ An.

## Historia
W czasie trwania wojny wietnamskiej Vinh odgrywało istotną rolę, gdyż był w nim początek tajnego rurociągu dostarczającego paliwo dla walczących w Wietnamie Południowym partyzantów Vietcongu, jak i regularnych oddziałów Ludowej Armii Wietnamu. Miasto było bombardowane przez US Air Force.
5 września 2008 roku zostało zaliczone do „miast I stopnia” tak jak m.in. Hajfong, Đà Nẵng i Huế. Jest najważniejszym ośrodkiem miejskim w Regionie Wybrzeża Północno-Środkowego.
Według danych z 2009 roku liczyło 215 577 mieszkańców.
Siedziba rzymskokatolickiej diecezji Vinh.